# Pierre Woodman
Pierre Woodman (Clarmont d'Alvèrnia, 29 d'abril de 1963) és un fotògraf i realitzador de pel·lícules pornogràfiques de nacionalitat francesa. Autor de més de seixanta pel·lícules pornogràfiques, de més de mil escenes X, de mil cinc-centes fotografies i de més de set mil càstings.

## Biografia
Provinent d'una família pobra, comença a treballar als setze anys exercint en aquest període un gran nombre d'ocupacions diferents (cambrer, barman, venedor de periòdics i revistes, entre altres). Als disset anys s'allista a l'exèrcit, passant més tard a treballar per al cos de la policia.
En 1986 la seva vida laboral canvia radicalment en començar a treballar de fotògraf de moda en la televisió. En 1989 debuta amb Hot Vidéo. A partir de 1992 treballa per a Private Media Group, empresa per a la qual realitzaria un gran nombre de pel·lícules d'elevat pressupost com ara Pyramides, Tatiana (3 parts) o Riviera (3 parts)
En 1997 llança la seva sèrie Casting X que avui dia és el producte més venut en el món dins de la categoria XXX .(Que fa referència a un contingut sexual per a adults explícit). En 1999, per a donar peu a l'arribada del fenomen «gonzo», comença a produir escenes de 100% sexe per a la seva sèrie Superfuckers.
A la fi d'any rep una invitació de Larry Flynt, el multimilionari director d'LFP i editor de la revista Hustler, amb el propòsit que Woodman creés un departament de vídeo similar a l'existent en Private. Malgrat rodar Brazilian Snake o Manipulation el director acaba deixant la companyia queixant-se de la falta de publicitat amb la qual comptaven les seves produccions.

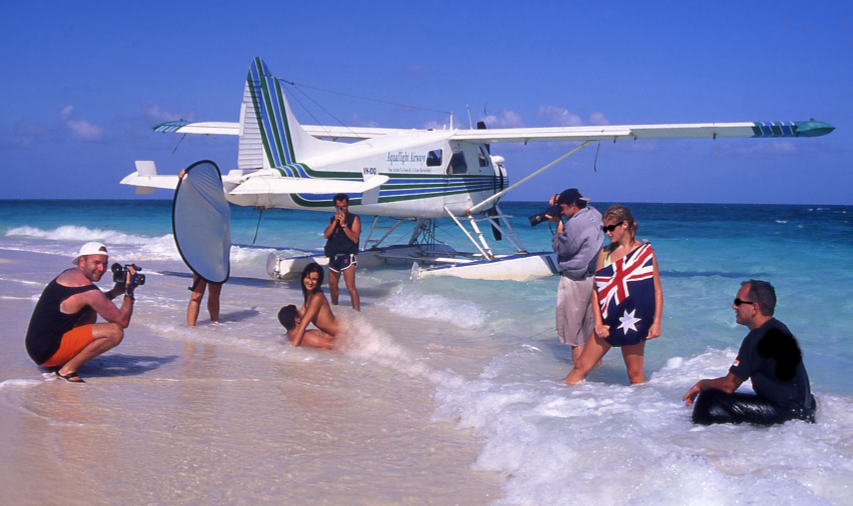
Woodman (esq.) rodant una pel·lícula a Austràlia.

En 2005, després d'un rol secundari al costat de Denise Richards i Daryl Hannah en la pel·lícula espanyola Yo, puta de María Lidón i altres foto-shootings per a diverses revistes de moda com Vogue, Blast, Issue o Número, Pierre Woodman llança un programa d'afiliació per a comprar per internet anomenada “Spider-*Cash” per a poder distribuir les seves pel·lícules. Va ser llavors quan Berth Milton li va cridar perquè tornés a treballar per a Private, realitzant amb ells Sex City, una trilogia en alta definició, realitzant una adaptació de la producció amb un pressupost 540 mil euros, el primer episodi del qual va sortir al maig 2006.
Cinc setmanes més tard, la pel·lícula es va convertir en la millor venda de tota la història de Private, arribant a ser la primera en les llistes de vendes dels Estats Units, el 5 de juny de 2006. Tanmateix, Pierre Woodman va anunciar oficialment el 20 de juny de 2006, que deixava, per segona vegada, de treballar per a Private i que constituïa la seva pròpia empresa de producció i distribució, Woodman Entertainment.
A l'agost de 2006 va realitzar, com a primera producció per a la seva pròpia empresa, el remake de la pel·lícula Excalibur, amb un pressupost de 800 mil euros. Per a aquest film es va dur a terme un massiu càsting per a quaranta actrius, trenta-cinc actors i dos-cents cinquanta figurants, una primícia en el món del porno. Al setembre contracta a l'actriu txeca Katerina Stancova, que ell rebateja amb el nom de Caylian Curtis, per la suma de 300 000 euros per a tres anys. La fira Venus fair 2006 de Berlín, va ser la seva ocasió de donar-se a conèixer i en la qual va presentar a les vuit noies més maques de la seva última producció Excalibur.
Paral·lelament a tot això, continua treballant en el món de la moda, realitzant sessions de fotos per a les grans revistes, aconseguint a través de les seves cástines moltes de les top models actuals, que ara tenen grans agències. També manté una relació pròxima amb el cinema tradicional, motiu pel qual el trobem en molts dels esdeveniments en aquest àmbit (com Festival de Canes, MTV awards, Academy Awards a Los Angeles).
Es deixa veure regularment en la premsa groga i en diversos programes de la televisió on la seva sinceritat moltes vegades aconsegueix impactar als oïdors.
L'any 2010 Pierre crea el lloc wakeupnfuck.com.

### Els càstings de Pierre Woodman
Pierre Woodman va començar a realitzar càstings (simulats) en 1992, quan va començar amb Private.
Pierre Woodman ha tret ja mil tres DVD de la seva sèrie Càsting X usant noies hongareses, txeques, russes, letones, romaneses i estatunidenques entre altres nacionalitats i va declarar en una entrevista en televisió tenir més de set mil en estoc.

### Controvèrsies
En 2013, després de l'emissió d'un documental sobre Woodman, la revista digital francesa Le Tag Parfait va publicar un article que acusava el director d'obligar artistes desprevingudes a participar en actes sexuals no planificats amb ell. En 2017, l'actriu pornogràfica estatunidenca Lana Rhoades va acusar Woodman d'obligar-la a realitzar actes que no volia durant un rodatge i va dir que ell suposadament va admetre que va violar els drets d'una altra dona.

## Vida personal

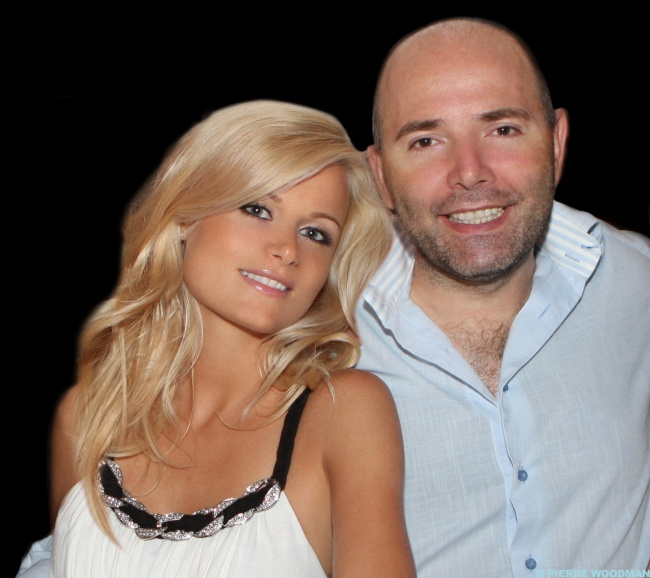
Pierre Woodman i Sophie Paris.

Woodman s'ha casat 3 vegades i és pare de 4 fills. Es va divorciar de l'estrella porno russa Tania Russof l'any 2000 i des del 2002 viu amb la fotomodel Sophie Paris. És el pare de l'escriptora francesa Alexandra Geyser.

## Premis
- Premis AVN :
  - 1998, Millor Director - Estranger Private Gold 22 : The Fugitive 1 (1997)
- Hot d'Or :
  - 1996 : Millor guió: Private Film 27 : The Gigolo (1995)
  - 1997 : Millor director europeu: Private Gold 11 : Pyramid 1 (1996)
  - 1997 : Hot d'or al millor director europeu per The Pyramid
  - 1997 : millor pel·lícula europea de 1997 per The Pyramid
  - 1998 : Hot d'or al millor director europeu per Tatiana
  - 2001 : Hot d'or al millor director europeu
  - 2001 : Hot d'or al millor director per Madness
  - 2001 : Millor director per: Private Gold 41 : Madness 1 (2000)
- Festival Internacional de Cinema Eròtic de Barcelona :
  - 2004 : Premis Ninfa a la carrera
  - 2003 : Premi Ninfa especial